# Trojany
Trojany er en landsby i Polen i Województwo Mazowieckie.
52°28′21″N 21°20′05″Ø / 52.4725°N 21.3347°Ø
|  | Infoboks uden skabelon Denne artikel har en infoboks dannet af en tabel eller tilsvarende. |